# الرقص مع النجوم
الرقص مع النجوم (بالإنجليزية: Dancing with the Stars)‏ هو اسم سلسلة تلفزيونية دولية عرضت في العديد من الدول يتم توزيعها إلى جميع دول العالم من قبل هيئة الإذاعة البريطانية حاليا تم ترخيص البرنامج إلى أكثر من 35 بلدا.

الدول التي عرض بها البرنامج